# Valparaíso (Zamora)
Valparaíso (en carballés Valparaísu) es una localidad española del municipio de Mombuey, en la provincia de Zamora, comunidad autónoma de Castilla y León.

## Geografía
Perteneciente a la comarca de La Carballeda y se encuentra situado junto al embalse de Valparaíso, el segundo embalse en el río Tera, entre el embalse de Cernadilla y el de Nuestra Señora del Agavanzal, en el que es frecuente la pesca y los deportes náuticos, siendo su playa, situada a la entrada del pueblo, uno de sus principales recursos turísticos. Se accede desde la A-52, la autovía de las Rías Bajas.

## Historia
En la Edad Media, Valparaíso quedó integrado en el Reino de León, cuyos monarcas acometieron la repoblación del oeste zamorano.
Durante la Edad Moderna, estuvo integrado en el partido de Mombuey de la provincia de Zamora, tal y como reflejaba en 1773 Tomás López en Mapa de la Provincia de Zamora. Así, al reestructurarse las provincias y crearse las actuales en 1833, Valparaíso se mantuvo en la provincia zamorana, dentro de la Región Leonesa, integrándose en 1834 en el partido judicial de Puebla de Sanabria.
En torno a 1850, se integró en el municipio de Valparaíso la localidad de Fresno de la Carballeda, si bien en 1970 desapareció como municipio Valparaíso, pasando a formar parte del de Mombuey.

## Geografía humana

### Demografía
| Gráfica de evolución demográfica de Valparaiso entre 1842 y 1960 |
| |
| Población de derecho según los censos de población del INE Población de hecho según los censos de población del INEEntre el censo de 1857 y el anterior, crece el término del municipio porque incorpora a 495056 (Fresno de la Carballeda) y 495073 (Manzanal de Abajo) Entre el censo de 1970 y el anterior, este municipio desaparece porque se integra en el municipio 49121 (Mombuey) |

| Gráfica de evolución demográfica de Valparaíso entre 2000 y 2001                         |
|                                                                                          |
| Fuente: Instituto Nacional de Estadística de España - Elaboración gráfica por Wikipedia. |

## Cultura y fiestas
Desde 1997 se viene realizando en años alternos el festival Valparock. En agosto de 2017 se celebró su quinta edición.